# 徳島市新町小学校
徳島市新町小学校（とくしまし しんまちしょうがっこう）は、徳島県徳島市東山手町二丁目にある公立小学校。

## 沿革
- 1876年（明治9年）4月 - 寺町還国寺の一隅に校舎新築、観善小学校として設立。
- 1878年（明治11年）5月 - 寺町小学校と改称。
- 1879年（明治12年）9月 - 新町小学校と改称。
- 1886年（明治19年）10月 - 新町尋常小学校と改称。
- 1903年（明治36年）4月 - 現在地に校舎新築。
- 1925年（大正14年）5月 - 創立50周年記念式挙行。
- 1926年（大正15年）8月 - 徳島市立新町尋常小学校と改称。
- 1941年（昭和16年）4月 - 国民学校令により、徳島市新町国民学校と改称。
- 1947年（昭和22年）4月 - 学制改革（新学制）により、徳島市新町小学校と改称。
- 1977年（昭和52年）1月 - 創立100周年記念式典挙行。
- 1983年（昭和58年）11月 - 新体育館落成式挙行。
- 1993年（平成5年）-「徳島市新町小学校周辺修景事業」で、平成５年度手づくり郷土賞（出会いを演出する街角）受賞。
- 2000年（平成12年）9月 - コンピュータ室完成。
- 2001年（平成13年）5月 - 学校評議員の設置。
- 2002年（平成14年）10月 - プール落成記念式挙行。
- 2007年（平成19年）
  - 3月 - 低学年棟を解体。
  - 4月 - 高学年棟の耐震工事実施。
  - 8月 - 体育館大規模改修工事実施。
  - 9月 - 放課後子ども教室開設。
- 2009年（平成21年）8月 - 中学年棟と管理棟の耐震工事実施。
- 2010年（平成22年）3月 - 地上デジタル放送対応ケーブル配線工事。
- 2011年（平成23年）3月 - 校庭の芝生化（体育館西側）とビオトープ（南校舎前）の整備。
- 2021年（令和3年）1月 - 体育館照明LED化工事実施。

## 部活動
- 金管バンド部[1]

## 周辺
- ろくえもん通り（徳島市道）
- 国道438号
- 徳島市立新町幼稚園（2018年閉園）
- 新町公民館
- 瑞巌寺
- 眉山ロープウェイ山麓駅

## アクセス
- 徳島バス（徳島市委託路線）「ロープウェイ前」バス停下車後、徒歩。
  - 南部循環右回り線
    - JR四国徳島駅から「ロープウェイ前」バス停まで52分（逆方向の徳島駅行は54分）。

  - 山城線・市原線・法花線
    - JR四国徳島駅から「ロープウェイ前」バス停まで2分（逆方向の徳島駅行は6～7分）。

## 著名な卒業生
- 多田小餘綾 - 歌手、徳島市名誉市民
- 林鼓浪 - 日本画家、徳島市人間文化財指定

## 通学区域が隣接している学校
- 徳島市富田小学校
- 徳島市内町小学校
- 徳島市佐古小学校
- 徳島市八万小学校